# Atomaria wollastoni
Atomaria wollastoni là một loài bọ cánh cứng trong họ Cryptophagidae. Loài này được Sharp miêu tả khoa học năm 1867.